# Piłka nożna na Grenlandii

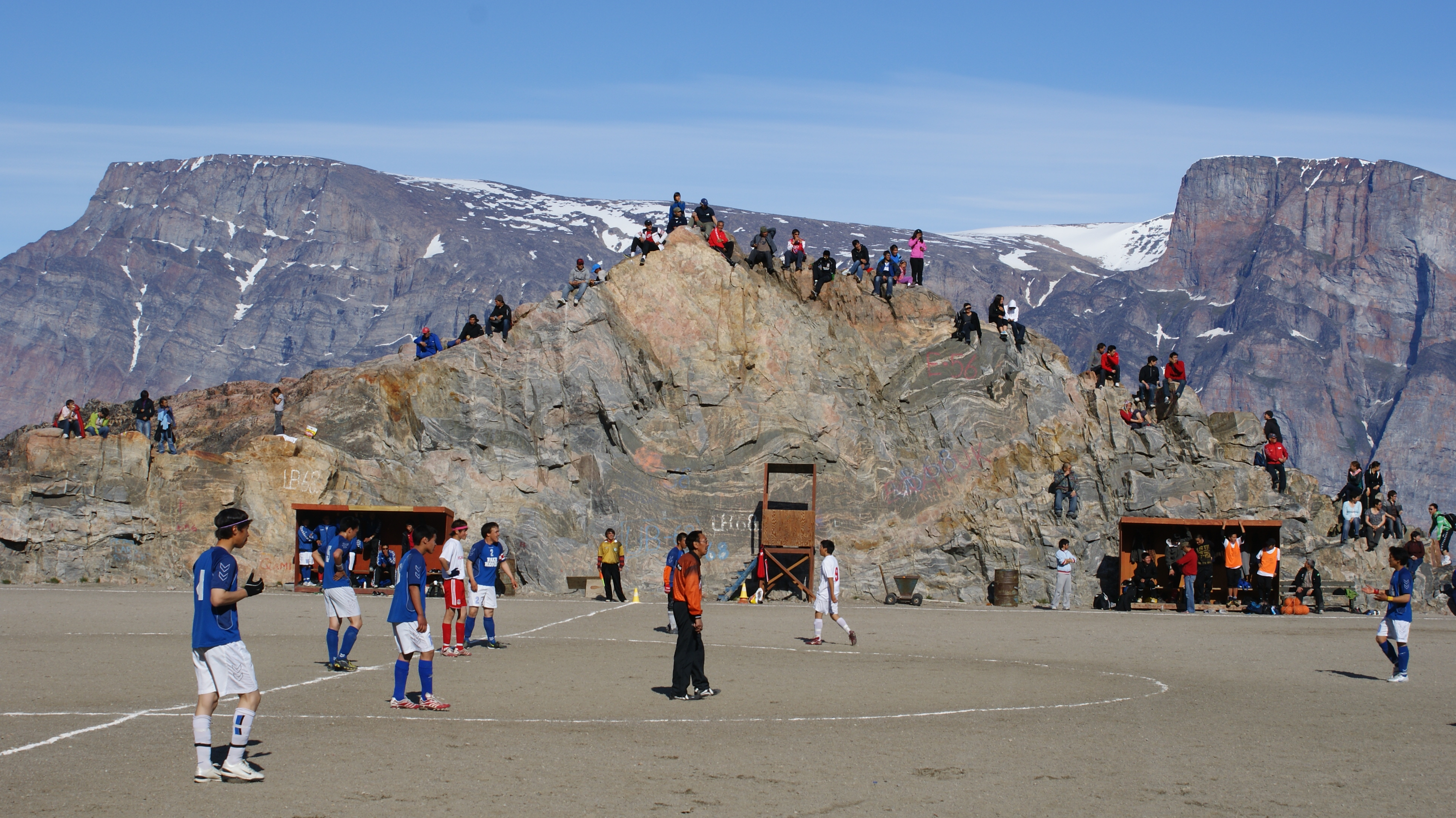
Mecz piłkarski w Uummannaqu

Piłka nożna na Grenlandii jest znana od dawna, prawdopodobnie nawet przed rozpowszechnieniem się jej w Europie. W pierwotnej, miejscowej wersji, była mieszanką rugby i europejskiej piłki nożnej, bez dokładnych reguł. Grano piłką zrobioną ze szmat, które obleczono foczą skórą. Głównym celem było wbicie piłki do wody po jednej ze stron osady.

## Rozgrywki ligowe
Pierwsze rozgrywki o mistrzostwo rozegrano na Grenlandii w latach 1954-55. Pierwsze osiem edycji organizowane było przez Grønlands Idrætsforbund, krajowy związek sportowy. Od 1971 roku rozgrywki organizuje Grenlandzki Związek Piłki Nożnej. Rozgrywki prowadzone są w formacie eliminacji regionalnych, z których najlepsze zespoły wchodzą do jednej z dwóch grup pierwszej rundy turnieju finałowego. W zależności od zajętego miejsca zespoły wchodzą do półfinałów i dalej finału lub meczu o 3. miejsce, lub do meczów o 5. i 7. miejsce.

## Reprezentacja Grenlandii
Reprezentacja Grenlandii to reprezentacja niezrzeszona w FIFA, CONCACAF ani UEFA i nie ma możliwości uczestnictwa w rozgrywkach przez nie organizowanych.

## Grenlandzki Związek Piłki Nożnej
Grenlandzki Związek Piłki Nożnej (grenl. Kalaallit Nunaanni Isikkamik Arsaattartut Kattuffiat) został utworzony w 1970 roku. Zrzesza około 70 klubów i odpowiada za prowadzenie reprezentacji oraz rozgrywek klubowych.
Nie należy do FIFA, CONCACAF ani UEFA. Należy do CONIFA oraz IIGA.

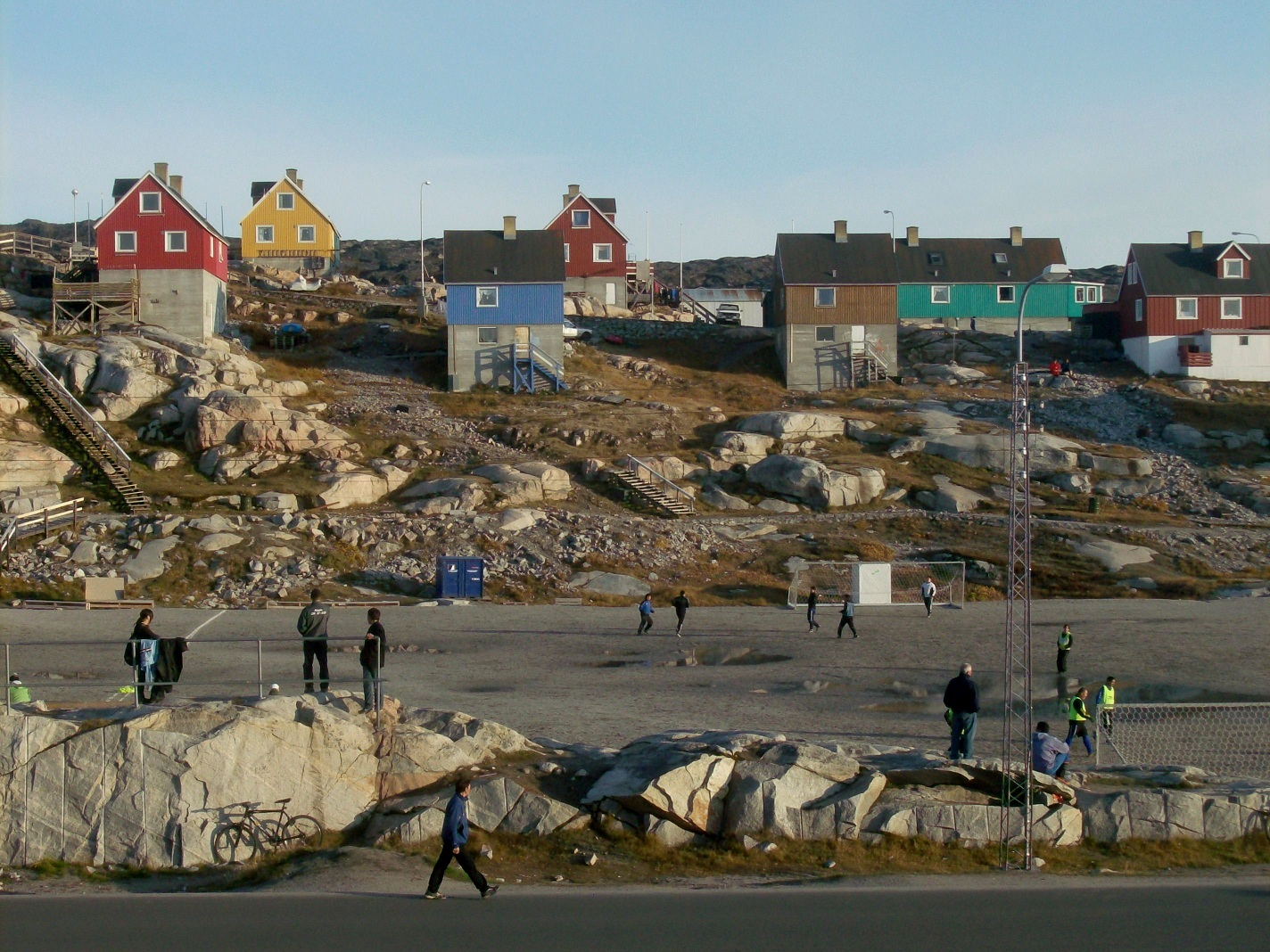
Boisko piłkarskie w Ilulissat

Od lat 90. XX wieku trwają starania o przyjęcie do FIFA i konfederacji kontynentalnej. Mimo rozbudowy infrastruktury piłkarskiej oraz zapowiedziom władz FIFA, oba wnioski o przyjęcie w struktury światowej federacji nie zostały pozytywnie rozpatrzone i związek nadal pozostaje poza jej strukturami. Problemem okazuje się też kwestia tego, do którego związku kontynentalnego miałaby należeć Grenlandia. UEFA przyjmuje do swojego związku tylko tereny uznawane za niepodległe przez ONZ. Grenlandia mogłaby skorzystać z drogi, jaką przeszedł Gibraltarski Związek Piłki Nożnej, który dopiero po interwencji CAS został włączony do UEFA, ale obecnie bliżej jej do CONCACAF, która zadeklarowała przyjęcie jej do związku.

## Boiska
Stadionem narodowym, posiadającym sztuczną murawę z licencją FIFA, jest Nuuk Stadion w Nuuk. Poza nim oraz boiskiem w Qaqortog, większość boisk nie posiada obecnie nawet sztucznej murawy - są to boiska żwirowe lub z ubiej ziemi.

## Znani piłkarze związani z Grenlandią
- Jesper Grønkjær - urodzony w Nuuk były reprezentant Danii,
- Knud Fredrik Olsen - w latach 70. występował w duńskim Boldklubben 1903
- Jan Nielsen - były zawodnik Knattspyrnufélag Reykjavíkur i FC Nanoq

## Kluby grenlandzkiej diaspory w Danii
Swoich przedstawicieli grenlandzka piłka nożna ma także na kontynencie europejskim, w Danii. Najlepszym jest FC Nanoq, który ma siedzibę w Kopenhadze i gra w niższych ligach duńskich. Jest on wspierany przez całą diasporę grenlandzką, która mieszka w Danii. Innymi klubami, grającymi w niższych od FC Nanoq ligach są: Amarok FC (grl. Wilki), Aarluk Odense (Orki z Odense) oraz FC JAKIP Aalborg.